# 黄埔 (杂志)
《黄埔》是黄埔军校同学会主办、向海内外公开发行的综合性刊物。《黄埔》杂志社由黄埔军校同学会举办，是全国政协办公厅直属事业单位。

## 简介
在邓颖超、徐向前、聂荣臻等人的关心下，《黄埔》杂志于1988年6月创刊。黄埔军校同学会首任会长徐向前提出了“为黄埔同学立言，为祖国统一尽力”的办刊宗旨。该刊物作为黄埔军校同学会的对外宣传窗口，起到了联系海内外黄埔同学及亲友的作用，深入宣传中共中央的对台方针政策，报道黄埔军校在中国现代史上的地位和作用，宣传黄埔师生在东征、北伐和抗日战争中的功绩，反映海峡两岸和海外黄埔同学及亲友在经贸、文化等方面的交流交往情况，系统介绍优秀中华传统文化，在促进两岸关系和平发展，推进祖国和平统一进程中发挥了独特作用。
《黄埔》杂志自1988年创刊之初成立了编委会，1989年停止活动。2003年，黄埔军校同学会决定恢复成立《黄埔》杂志编辑委员会，聘请李赣驹等22人为编辑委员会委员。
2008年到2013年，《黄埔》杂志陆续推出“我的军校生活”、“中国远征军”、“两岸关系展望”、“我心中的黄埔前辈”、“黄埔老人的幸福晚年”、“台儿庄大捷”等专题策划。2013年，杂志扩增至96页，并实现全彩印刷。《黄埔》杂志还加强了同网络媒体的合作，完善了数字化版本，扩大了发行范围。

## 历任领导
| 社长 - 程元（1988年—？） …… - 张铁民（？—？，黄埔军校同学会宣传部部长兼） - 李忠诚（？—？） 副社长 …… - 李庚起（？—？） - 刘苑生（？—？） - 李瑞虹（？—？） 名誉顾问 - 林上元（？—？，黄埔军校同学会会长兼） 顾问 - 刘凡（？—？） - 汪纪戎（？—？） - 解思忠（？—？） | 总编辑 …… - 李忠诚（？—？，社长兼总编辑） 副总编辑 …… - 李庚起（？—？，副社长兼副主编） - 李瑞虹（？—？，副社长兼副总编辑） |